# The Carrie Diaries
The Carrie Diaries ist ein 2010 erschienener Roman der Autorin Candace Bushnell und der Beginn einer Serie. Es handelt sich um ein Prequel zu ihrem bereits erschienenen Roman Sex and the City. Das Buch begleitet Carrie durch ihre Zeit im Abschlussjahr an der High School, ihre erste Beziehung und ihre Ankunft in New York. Bisher ist die einzige Figur der Serie, die wieder auftaucht, Samantha Jones.
2011 wurde das Buch mit Summer and the City fortgesetzt.
Von 2013 bis 2014 strahlte der US-amerikanische Sender The CW eine gleichnamige Fernsehserie aus.

## Inhalt
Vor Sex and the City war Carrie Bradshaw ein Mädchen aus der Kleinstadt, das wusste, dass es einmal mehr sein möchte. Aber bevor sie das in Angriff nehmen kann, muss sie es schaffen, ihr letztes Jahr an der Highschool zu überstehen. Bis jetzt waren Carrie und ihre Freunde immer unzertrennlich. Doch dann tritt Sebastian Kydd auf den Plan und der Betrug einer Freundin lässt sie alles in Frage stellen.

### Hauptfiguren
- Carrie Bradshaw: Sie ist die Protagonistin des Buches. Sie ist ein aufgewecktes, kluges, wenn auch naives Mädchen. Sie ist eine aufstrebende Schriftstellerin und die älteste dreier Schwestern. Das Buch erzählt aus ihrer Perspektive, wie sie ihr letztes Jahr an der Highschool erlebt. Carries Mutter ist bereits vor dem Einsetzen der Geschichte verstorben und hat sie und ihre Schwestern Dorrit und Missy unter der Obhut ihres Vaters zurückgelassen. Zu Beginn des Buches erfährt der Leser, dass Carrie sich für ein Schriftstellerseminar beworben hat, jedoch abgelehnt wurde. Später erhält sie eine Zusage der Brown-Universität. Carrie verliebt sich dann in Sebastian Kydd, den neuen Schwarm aller Schülerinnen. Als sich zwischen den beiden eine zarte Bindung entwickelt, sieht sie sich ihrer ärgsten Konkurrentin Donna LaDonna gegenüber. Nachdem Carrie einige unschöne Erlebnisse hat, kommt sie zu dem Schluss, dass Donna LaDonna dahinter steckt. Während dieser Zeit geht ihre Beziehung zu Sebastian und ihrer neidischen besten Freundin Lali in die Brüche. Carrie hilft ihren Freunden Walt und Maggie bei der Klärung ihrer Probleme, dadurch verdrängt sie ihre eigenen. Sebastian und Lali lassen Carrie bald darauf zurück, doch sie findet einen Weg, den beiden zu verzeihen. Sie freundet sich nach einem Fotografierkurs mit Donna LaDonna an. Als diese von Carries Plänen, nach New York zu ziehen, erfährt, gibt sie ihr die Nummer ihrer „coolen Cousine“, die dort wohnt. Am Ende ist es Sommer, und Carrie geht nach New York, nachdem ihr nun endlich ein Platz in dem Schriftstellerseminar gegeben wurde. Als sie ankommt, verliert sie ihr Geld, weshalb sie keine Möglichkeit hat, durch die Stadt zu ziehen; dies wiederum bringt sie dazu, sich bei Donnas Cousine Samantha Jones zu melden.

- Sebastian Kydd: Er ist Carries erster fester Freund im Buch. Sebastian zieht nach Castlebury, nachdem er aus seiner alten Highschool hinausgeworfen wurde. Er hat eine wohlhabende Familie und wird von Carrie als „klug und perfekt“ beschrieben. Sie merkt auch an, dass er ein fürsorglicher Mensch sei. Seine Mutter war zuvor mit Carries Mutter befreundet, und es wird unmissverständlich klargemacht, dass Carrie von Sebastian fasziniert ist, seit sie ihn mit 12 Jahren zum ersten Mal gesehen hat. Sein wahrer Charakter wird im weiteren Verlauf der Geschichte jedoch durch seine Lügen und seine Seitensprünge, unter anderem mit Carries bester Freundin Lali, sichtbar.

- Donna LaDonna: Sie ist das beliebteste Mädchen der Schule und strebt eine Modelkarriere an. Bei ihrem ersten Auftritt wird Donna beschrieben als jemand „in einem weißen Kleid mit einem tiefen V-Ausschnitt, ihr Dekolleté akzentuiert von einem kleinen Diamantenkreuz, das an einer feingliedrigen Platinkette hängt.“ Die meisten der Schüler der Castlebury High haben Angst vor ihr; sie hat aber ebenso eine Reihe Bewunderer in ihrem Leben. Carrie gerät in einen Streit mit ihr und sieht ihre Erzfeindin als jemanden ohne Unsicherheiten. Später erfährt sie jedoch, dass Donnas größte Angst darin besteht, von einem Jungen ohne Mascara gesehen zu werden und dass dieser dann schreiend den Raum verließe. Donna und Carrie freunden sich an, nachdem sie als Partner in einem Fotografie-Kurs gearbeitet haben. Sie gibt ihr die Nummer ihrer Cousine in New York, damit Carrie sich bei dieser melden kann, wenn sie dort ankommt.

- Lali Kandesie: Carries „Freindin“ und die hauptsächliche Gegenspielerin in der Geschichte. Zu Anfang erscheint sie als jemand, der nur das Beste für Carrie möchte. Als diese jedoch eine Beziehung zu Sebastian eingeht, zeigt sich ihre wahre Natur, und Lali beginnt sogar, sich vor Carrie über sie lustig zu machen. Sie spielt Carrie einen Streich und bestiehlt sie. Carrie hält allerdings Donna für die Übeltäterin. Als Lali entdeckt, dass Carrie und Sebastian Probleme haben, nutzt sie das aus.

- Walt: Walt ist Carries anderer bester Freund. Er wird von ihr als „eines der Mädels“ beschrieben, da sie praktisch alles zusammen mit ihrer anderen Freundin Maggie machen. Diese ist seit zwei Jahren Walts Freundin, sie möchte gerne mit ihm schlafen, was er aber verhindert. Daraufhin beendet Maggie die Beziehung zu ihm. Später stellt sich heraus, dass Walt schwul ist und einen ehemaligen Quarterback, den 20-jährigen Randy Sanders, trifft.

- Maggie: Maggie ist Walts sehr sexuell aktive (Ex-)Freundin und eine der besten Freundinnen von Carrie. Sie leidet unter einem sehr geringen Selbstbewusstsein, sie sieht sich selbst als fett und hässlich, trotz Carries Aussage, dass die Jungs hinter ihr her sind, seit sie 13 wurde. Zu Beginn des Buches sind Walt und Maggie zusammen, aber Maggie beendet die Beziehung, als sie befürchtet, dass Walt Probleme mit Intimität hat, und sie merkt, dass sie Gefühle für Peter entwickelt.

- Roberta Castells: oder auch „The Mouse“, oder „Mighty Mouse“, ist eine von Carries engsten Freunden. Sie wird als pragmatisch und als das schlaueste Mädchen der Schule beschrieben. Sie hat einen festen Freund namens Danny. Nachdem sie Carrie eröffnet, dass sie mit ihm bereits geschlafen hat, beginnt sich Carrie zu fragen, ob jeder um sie herum Sex hat und sie die einzige Jungfrau in ihrem Freundeskreis ist. Roberta tritt sehr vertrauenswürdig auf, und besonders Carries Vater mag sie gerne.

### Nebenfiguren
- George Carter: Er ist Carries stattlicher Umwerber aus New York City und ein ehemaliger Student der Brown-Universität. George ist Carrie gegenüber sehr anhänglich und unterstützt sie in ihrem Vorhaben, Schriftstellerin zu werden. Carrie sieht in George nur einen Freund, aber ihr Vater besteht darauf, dass sie einen Mann wie ihn heiraten soll. Während eines Skiausflugs findet Carrie heraus, dass George mit Sebastians älterer Schwester, Amelia, befreundet ist. Durch sie erfährt George, dass Carrie eine Beziehung mit Sebastian führt, womit sie ihm das Herz bricht. Er warnt Carrie davor, dass Sebastian nicht der ist, der er vorgibt zu sein. Carrie verwirft diesen Gedanken, doch trotz allem unterstützt George sie weiter, bis zu dem Punkt, an dem er ihr seine Tante, die Schriftstellerin Mary Gordon Howard vorstellt, von Carrie auch „Der Gorgon“ genannt.

- Peter Arnold: Peter wird von Carrie als „der zweitklügste Junge in unserer Klasse und ein totaler Idiot“ beschrieben. Er ist der Chefredakteur der Schulzeitung „The Nutmeg“ (deutsch: Die Muskatnuss), für die Carrie später auch schreibt. Nachdem Walt und Maggie sich trennen, geht Peter eine Beziehung mit ihr ein, verlässt sie aber später wieder für Jen P, eine Freundin Donna LaDonnas.

- Dorrit und Missy: Carries jüngere Schwestern. Missy ist die wohlerzogenere der beiden, während Dorrit im Großteil des Buchs rebelliert. Carries Verhältnis zu Missy ist besser, besonders nachdem Dorrit begonnen hat, ihren Schwestern Dinge zu stehlen und Carrie vorzuwerfen, ihre Mutter hätte sie mehr geliebt als ihre Schwestern.

## Kritiken
- MTV Hollywood Crush sagt über das Buch: „Die Handlung ist wunderbar und lässt dich an den Seiten kleben bis zum Ende, aber was dir danach im Gedächtnis bleibt, sind Carries Grübeleien.“ („All that plot is great and keeps you glued to the page until the end, but what sticks with you later are Carrie's internal musings.“)[1]